# In My Zone (mixtape)
In My Zone (Rhythm & Streets) (wydany 14 lutego 2010) to pierwszy mixtape Chrisa Browna. Wiele z utworów na tym krążku to remixy popularnych piosenek innych wykonawców.

## Lista utworów
1. "Turnt Up"
2. "Too Freaky"
3. "Convertible"
4. "Don't Lie"
5. "Bad" (feat. Soulja Boy)
6. "Invented Head"
7. "Shoes" (feat. La the Darkman)
8. "Big Booty Judy" (feat. Kevin McCall)
9. "Medusa"
10. "Back Out"
11. "Work wit It"
12. "Say Ahh" (feat. T-Breezy)
13. "I Get Around"
14. "No Bullshit"
15. "Twitter"
16. "How Low Can You Go"
17. "T.Y.A."
18. "I Wanna Rock"
19. "Perfume" (feat. RichGirl)
20. "Sex"
21. "Glow In the Dark" (utwór dodatkowy)